# ハイムンド・デ・レンカストレ (第4代アヴェイロ公爵)
ハイムンド・デ・レンカストレ（Raimundo de Lencastre, 4º Duque de Aveiro, 1620年 アゼイタン - 1666年 カディス）は、ポルトガルの貴族。第4代アヴェイロ公爵。

## 概要
夫婦共同で公爵位にあった第3代アヴェイロ公爵夫妻の長子トレシュ・ノヴァシュ公爵ジョルジェ・デ・レンカストレと、その2番目の妻でスペイン貴族第3代マケダ公爵の娘のアナ・マンリーケ・デ・カルデナスの間の長男として生まれた。1632年父の死と同時に第4代トレシュ・ノヴァシュ侯爵及び第2代トレシュ・ノヴァシュ公爵となる。1636年、祖母の第3代アヴェイロ女公爵の死により、同公爵位を継承。
1640年ポルトガル王政復古に伴いブラガンサ王朝が成立すると、ハイムンドは新政府の国務会議のメンバーに選出された。しかし1659年、スペイン・ハプスブルク朝のポルトガル王位への復帰を支持すると表明して、母及び妹マリア・デ・グアダルーペを連れてブルターニュ地方ブレストに逃れ、同地を経由しスペインに亡命した。スペイン王フェリペ4世はマドリード宮廷入りしたアヴェイロ公一家を大いに歓迎したが、ハイムンド自身は保守的なスペインの貴族社会に馴染めなかった。
1657年に母の実家からスペインのマケダ公爵、エルチェ侯爵及びモンテマヨル侯爵位を相続していた。スペインの海軍大将、トレド市長官の職を与えられた。
一方、ポルトガルでは1663年、ジョアン4世王がハイムンドを反逆罪に問い、アヴェイロ公爵位を没収してその叔父のブラガ大司教ペドロに与えてしまった。1665年、スペイン政府はポルトガルに対する最後の侵攻作戦を開始し、ハイムンドもこの作戦の一環として、カディス港を出発する船団でポルトガル沿岸部を攻撃するよう命じられた。しかし侵攻作戦は失敗し、ハイムンドは出航できないままカディスで死亡した。
1664年、リーニュ公クロード＝ラモラル1世の娘クレール・ルイーズ・ド・リーニュ（1640年 - 1684年）と結婚したが、間に子は無かった。クレールは夫の死後、第10代オニャーテ伯爵と再婚している。なお、ハイムンドには3人の非嫡出子があったことが知られる。